# 復讐の毒鼓
『復讐の毒鼓』（ふくしゅうのどっこ）は、原作：Meen、作画：Baekdooによる漫画作品。ウェブ漫画サイトピッコマで掲載された作品。前日譚に『復讐の毒鼓 REWIND』『復讐の毒鼓 Flower』、続編に『復讐の毒鼓2』『復讐の毒鼓3』、世界観を共有する作品に『頭』、『頭Edge』、『ブラッド・レイン』、『ブラッド・レイン２天外天』がある。
シリーズ累計閲覧回数は1億8000万回にのぼる。

## 沿革
『復讐の毒鼓』を「ピッコマ」にて連載。2018年2月26日からその前日譚である『復讐の毒鼓 REWIND』の連載を同サイトで開始。同作では勇の過去が描かれている。同年4月17日にTOHOシネマズ六本木ヒルズにて行われた同サイトの事業発表会「ピッコマものがたり2018」では、「売上、気に入った作品を評価するハートの数、継続閲覧者数など」で評価を行う「ピッコマ AWARD 2018」を発表。『復讐の毒鼓 REWIND』が「AURORA」を受賞している。同年5月よりMeenとBaekdooのタッグにて制作された『頭』の連載を挟んだ後は、同年10月15日から同サイトにて勇を描いた派生作品『復讐の毒鼓2』の連載を開始。
2019年、「ピッコマAWARD 2019」を受賞。同年9月22日に「ピッコマ」が創刊した紙媒体の漫画雑誌『年刊ピッコマ』の創刊号には同賞を受賞した7作品が掲載され、その1作として『復讐の毒鼓』が掲載された。
2020年6月より、KADOKAWAから単行本全6巻がフルカラーで発売。単行本では「Meen×Baekdoo」名義となっている。同年10月1日から同サイトにて、『復讐の毒鼓3』の連載を開始。ホームレスになった仁がヤクザになる決意をしたところから描かれている。

## あらすじ
双子の兄、神山秀が泰山高校の不良グループの集団リンチを受け殺された。知らせを受けた父親は秀が収容された病院へ向かう途中暴走車にはねられ死亡、溺愛していた息子と夫を一度に失った母はショックで精神を病み失踪、神山勇の家庭は崩壊してしまった。全ての元凶が、秀を手に掛けた泰山高校の不良グループにあると見なした勇は復讐を決意、秀になりすまして泰山高校に復学という形で潜入。かつて中学時代に高校生30人をたった一人で倒し、退学となった伝説の不良「毒鼓」と呼ばれた勇だったが、学校では表向き気弱なガリ勉を装いながら、陰では不良グループの下っ端を襲い服従させて情報を集め、泰山高校で幅をきかせる不良グループ「ナンバーズ」の壊滅と、その頂点に君臨する「早乙女零」の打倒を目論む。

## 登場人物
神山 勇（かみやま　ゆう）
本作の主人公。中学時代に高校生30人を1人で倒したことから、伝説の不良「毒鼓」として周囲に知られるようになる。その伝説は地元だけでなく、ナンバーズでも広く知られている。高校生になった現在でもその実力は健在で、殺された双子の兄・秀の復讐を果たすために兄になりすまして、不良グループ「ナンバーズ」の壊滅を目論む。手始めに下っ端である南原や内村らを力づくで屈服させ、情報を集めるために彼らを駒として利用し、新たに「親衛隊」の情報を手に入れる。そしてその「親衛隊」をも次々に倒して「ナンバーズ」を追い詰める。
神山 秀（かみやま　しゅう）
勇の双子の兄。江上とは文芸部の仲間で、彼女から好意を持たれている。1年前に不良グループ「ナンバーズ」から集団暴行を受けて死亡する。成績はとても優秀で外見が同じ勇とは対極で控えめな性格をしていた。一方で、力は弱くても実は勇にも負けない強い心の持ち主でもあり、「ナンバーズ内の協力者」と共に裏で「ナンバーズ」を告発するための計画を進め、早乙女の指示にも正面から異議を唱える事もあったが、それが原因で殺される事になった。
江上 百々（えがみ　もも）
秀の友人で、文芸部の仲間。彼に好意を持っており、ナンバーズに対抗する秀に協力的だが、そのことで早乙女から目を付けられる。
雷藤 仁（らいどう　じん）
勇の昔からの不良仲間。レスリングチャンピオンの実力を誇り、その強さは早乙女の側近を務める佐川や右山と同等以上。喧嘩に明け暮れる日々から抜け出そうと努力するも、不慮の事故で500万円払う羽目となってしまい、親から勘当されている。「3」では彼に似た風貌の弟が登場する。
風見 愛（かざみ　あい）
勇の昔からの不良仲間。動きが俊敏で、身軽な動きを得意としている。ペンなどを武器として扱うことで倍以上の実力を引き出し、雷藤に負けず劣らずの実力を持つ。高校を退学になっており(「～REWIND」での出来事)普段は宅配バイトをしてお金を貯めている。

### ナンバーズ
早乙女率いる不良で構成された暴力集団で、校内の不良たちを束ねて組織として形成している。人数は1クラスに2人～3人程度だが、学年はそれぞれが15クラスずつあるため、全部で45クラス存在する。学年問わずクラスごとにその人数がいるため、総人数は推定90人～135人にのぼる。彼らは早乙女の指示のもと、生徒たちから巻き上げた金を管理したり、早乙女に納めるなどそれぞれが役割分担を果たしている。一方で、ナンバーズに属している不良たちの仲は良かったり、怪我をした際は心配するなど仲間意識は強い。
早乙女 零（さおとめ　れい）
本作の最大の宿敵で、泰山高校の番長兼ナンバーズの会長を務める3年生の不良。高校1年の時に当時の3年生グループを壊滅させ、後に不良グループ「ナンバーズ」を設立する。圧倒的な力で泰山高校を支配し、会長として君臨する。一人称が「私」であるなど言葉遣いは非常に丁寧で、子分達に対しても基本的に敬語を使って話すが、激昂するとやや乱暴な口調になる。ナンバーズの会長だけあって実力はもちろん、相手の癖を見抜く洞察力も持っており、組織としての統率力や運営能力も長けている。この他にも、法学の分野に精通したり、暴力事件で警察沙汰になった際は、部下達に謹慎処分を下して冷静に対処するなど実力的にも能力的にも隙が無い。先述の3年生壊滅は、中学時代に聞いた「毒鼓」の高校生30人斬りに感化されたもので、本作では「毒鼓」との対戦を熱望しており、共律高校の大道寺龍に対戦の仲介を依頼するという熱い一面も見せている。
木下 千佳子（きのした　ちかこ）
ナンバーズの紅一点で、運営陣を務める。女子にして喧嘩はレベルはかなり高く、10年に一人の逸材と言われている。泰山高校女子の序列1位でもあり、彼らにとって花のような存在となっている。また、髪色やスカートなど自分のスタイルにこだわりを持っている。スピンオフ作品「～FROWERS」の主人公。
佐川 正男（さがわ　まさお）
早乙女の側近で、彼に次ぐナンバーズの2番目にして親衛隊長を務めている。早乙女の右腕として動いており、彼に情報提供することが主な活動内容だが、喧嘩は右山と同等の実力を持つ。
右山 道夫（みぎやま　みちお）
早乙女の側近で、ナンバーズの副会長を務めている。レスリング経験者であり、巨体な見た目とは裏腹に動きは素早い。喧嘩でも他を圧倒し、その実力は佐川と引けを取らない。

### 親衛隊
ナンバーズの中でも実力に特化した20人の幹部で、メンバーは会長である早乙女から抜擢されている。親衛隊に入れば月に8万円という待遇を受けるため、その座を狙う者も少なくない。「ナンバーズ」に由来しているのか、メンバー全員の名前にはそれぞれ数字が入っている。また一癖も二癖もあるような連中で、戦いの美学を持つ者もいれば、好戦的かつ卑怯な手を使う者もいる。
一条 元（いちじょう　げん）
前年の事件後に転校してきた泰山高校「ナンバーズ」の1位にして「親衛隊」1位でもある実力者。その強さは早乙女も「私にも匹敵する」と認めるほどで、転入後すぐにそれまでの1位を押しのけて「ナンバーズ」1位にランクされた。基本的に早乙女の指示には従うが、卑怯な事を嫌う自身の美学から納得のいかない指示には難色を示し、早乙女も強制する事はなく一定の配慮を見せている。
二階堂 守（にかいどう　まもる）
ナンバーズの一人。「親衛隊」順位は2位。
三鷹 通（みたか　とおる）
ナンバーズの一人。「親衛隊」順位は3位。
四宮 拓馬（しのみや　たくま）
ナンバーズの一人。「親衛隊」順位は4位。
五十嵐 切男（いがらし　きりお）
ナンバーズの一人。「親衛隊」順位は5位。
六田 義男（ろくた　よしお）
ナンバーズの一人。「親衛隊」順位は6位。
七瀬 満（ななせ　みちる）
ナンバーズの一人。親衛隊」順位は7位。
八木 健介（やぎ　けんすけ）
ナンバーズの一人。「親衛隊」順位は8位。
九谷 英夫（くにた　ひでお）
ナンバーズの一人。「親衛隊」順位は9位。
十文字 猛（じゅうもんじ　たける）
ナンバーズの一人。「親衛隊」順位は10位。
臨堂 一（りんどう　はじめ）
ナンバーズの一人。「親衛隊」順位は11位。
兵倉 研二（ひょうくら　けんじ）
ナンバーズの一人。「親衛隊」順位は12位。
闘間 十三（とうま　じゅうそう）
ナンバーズの一人。「親衛隊」順位は13位。
柿原 四郎（かきはら　しろう）
ナンバーズの一人。「親衛隊」順位は14位。
皆川 重五（みながわ　じゅうご）
ナンバーズの一人。「親衛隊」順位は15位。
陣内 幸六（じんない　こうろく）
ナンバーズの一人。「親衛隊」順位は16位。
列 七雄（れつ　ななお）
ナンバーズの一人。「親衛隊」順位は17位。
在木 八千流（ざいぎ　やちる）
ナンバーズの一人。「親衛隊」順位は18位。
前園 九太（まえぞの　きゅうた）
ナンバーズの一人。「親衛隊」順位は19位。「ナンバーズ」に匹敵する実力を持つ遠藤を倒した神山（勇）に興味を持つ。
近江 清十郎（おうみ　せいじゅうろう）
ナンバーズの一人。「親衛隊」順位は20位。遠藤の親友。かつて20人目の親衛隊の座を賭けて遠藤と戦い苦戦するも、彼を差し置いて早乙女から抜擢される形で勝利に終わる。内村たちから神山を倒してほしいと頼まれるが、早乙女から謹慎を受けているため動くことが出来ず、代わりに親衛隊と同等の実力を持つ遠藤を刺客として向かわせる。しかし遠藤が倒されたと知った際は、激昂しつつも神山にある種の忠告をする。

### その他のメンバー
遠藤 剛（えんどう　つよし）
ナンバーズの一人で、近江の親友。かつて20人目の親衛隊の座を賭けて近江と戦い善戦するも、早乙女からは自身ではなく近江を抜擢される形で負けに終わる。そのため親衛隊ではないが、実力は近江から「コンディション次第では俺より上」と評価されており、親衛隊と何ら遜色のないとされている。謹慎中で動けない近藤の代わりに神山の相手を引き受ける。かつて暴行を加えた秀のトラウマを呼び起こすため同じ公園で戦うが、変装した勇が相手だったため通用せず、腕を折られて敗北する。また、戦闘の時に勇から「動きが派手過ぎる」ことを指摘され、早乙女もこれを見抜いていた。そのため先述の親衛隊に近江が選ばれることに繋がる。
内村 清隆（うちむら　きよたか）
ナンバーズの一人で、喧嘩の腕はナンバーズの中で最弱。秀を虐めていた不良。最初は変装した勇とは気づかずにいじめていたが、後に正体を表した勇によって完膚なきまでに倒される。以降は「ナンバーズ」の情報を得る為の駒として扱われる。
南原 光良（なんばら　みつよし）
ナンバーズの一人で、成績はいつも最下位。内村と同じく秀を虐めていた不良で、最初は変装した勇とは気づかずに虐めていたが、後に正体を表した勇によって完膚なきまでに倒される。以降は内村と同じく「ナンバーズ」の情報を得る為の駒として扱われる。内村南原は最終的には勇に感化され、自分から協力する事になる。
加藤 圭（かとう　けい）
2年2組の生徒で、2年全体をまとめている番長。山崎をパシリとして扱ったり、幾度となく暴行を加えていた。しかしそれが原因で山崎は自殺してしまい、勇の逆鱗に触れて叩きのめされ、あげくその事件の張本人として後に警察から逮捕される。
山崎 哲郎（やまざき　てつろう）
内村や加藤らと同じく2年2組の生徒。加藤達からパシリにされたり過度な暴力を受けるなどのいじめに受け耐えられなくなり、後に自殺した。
水谷 麗子（みずたに　れいこ）
検事。泰山高校に関連する校内暴力と不正行為事件を担当している。ぶっきらぼうだが正義感が強く、外部の圧力に屈しない性格。
検事部長
早乙女涼の後輩。水谷検事に早乙女を紹介し圧力をかける。
倉田 警部（くらた）
刑事。罪を犯した者は法の審判を受けるべきという考えを持ち、学生でもなんでも厳しく捜査することをモットーにする。泰山高校で自殺事件が起きた後、目をつけている。
瀬戸川 準（せとがわ　じゅん）
刑事。倉田警部の相棒。まれに見る美形刑事。山賊みたいな倉田とは対極のキャラクター。服が汚れることを嫌い、犯人との揉み合いや追跡を嫌がる。でも、やる時はやる男。
早乙女 諒（さおとめ　りょう）
早乙女零の父親で、検事出身の弁護士。息子が事件を起こす度に事をもみ消している。

## 制作背景

### 構想
当初原作のMeenは、『復讐の毒鼓』と『復讐の毒鼓 REWIND』の大枠のみを構想していた。しかし2019年1月の時点では、Meenは『復讐の毒鼓2』について結末を決めており、10年先の展開まで構想していると話している。
Meenによると、『復讐の毒鼓』は「強者と弱者がわかりやすい作品」。『復讐の毒鼓2』は「弱者同士の対立に焦点を合わせ」ており、前作よりも「暗くて焦れったい雰囲気」にし、「勇たちの上にいるビッグブラザー的な存在について言及したい」と考え、意識して制作されている。

### 制作について
ストーリーについて、作画のBaekdooと話し合うことがあるが、Baekdooによると「ほとんどは反映されない」という。「アクションシーンなどは自分が直接演出したい」とBaekdooが考えていることにより、「キャラクターが初めて登場したときの行動を見て性格を考え」たりと、「ストーリー上で特に重要な部分でなければ設定を決め」ているのはBaekdooである。ストーリー上において重要な登場人物は「デザインの大体の方向性を先に話し合って決めて」いる。
作画については「だいたいの見た目や身長のイメージを伝え」るが、Baekdooに任せられている。

### 影響を受けた作品について
MeenとBaekdooは2人とも韓国在住であるが、日本の漫画が好きだという。本シリーズが影響を受けた作品として、Meenはストーリー部分においては無意識に井上雄彦の『SLAM DUNK』や鳥山明の『DRAGON BALL』、世界観は松本零士だといい、Baekdooは髙橋ツトムの『爆音列島』と沙村広明の『無限の住人』を挙げている。

## 書誌情報
- Meen×Baekdoo『復讐の毒鼓』KADOKAWA〈ヒューコミックス〉、全6巻
  1. 2020年6月4日発売[9][12]、ISBN 978-4-04-064676-3
  2. 2020年7月3日発売[13]、ISBN 978-4-04-064763-0
  3. 2020年8月4日発売[14]、ISBN 978-4-04-064822-4
  4. 2020年9月4日発売[15]、ISBN 978-4-04-064906-1
  5. 2020年10月2日発売[16]、ISBN 978-4-04-064978-8
  6. 2020年11月4日発売[17]、ISBN 978-4-04-065972-5
- Meen×Baekdoo『復讐の毒鼓 REWIND』KADOKAWA〈ヒューコミックス〉、全8巻
  1. 2021年12月3日発売[10][18]、ISBN 978-4-04-680644-4
  2. 2021年12月3日発売[10][19]、ISBN 978-4-04-680645-1
  3. 2021年12月27日発売[20]、ISBN 978-4-04-680646-8
  4. 2022年2月4日発売[21]、ISBN 978-4-04-680647-5
  5. 2022年4月4日発売[22]、ISBN 978-4-04-680648-2
  6. 2022年5月2日発売[23]、ISBN 978-4-04-680649-9
  7. 2022年6月3日発売[24]、ISBN 978-4-04-680650-5
  8. 2022年7月4日発売[25]、ISBN 978-4-04-680651-2